# Fifi och blomsterfröna
Fifi och blomsterfröna (originaltitel Fifi and the Flowertots) är en brittisk-italiensk stop motion-animerad TV-serie, som sändes första gången 2005.
Serien handlar om en grupp blombaserade karaktärer och deras äventyr i trädgården. Serien är animerad av prisvinnande Cosgrove Hall Films, Chapman Entertainment och HiT Entertainment. HIT är skaparen av Moonacre, Yoko! Jakamoko! Toto!, Thomas och vännerna (togs över av HiT 2003), Rorri racerbil, Byggare Bob, Barney and friends och Pingu-serien (togs över av HiT 2001).
Serien visas dubbad till svenska på Bolibompa och Barnkanalen, och finns utgiven på DVD.

## Figurer
- Fifi Förgätmigej (Fifi Forgetmenot) är huvudpersonen. Fifi utövar ekologisk odling, och använder inga kemikalier. Hon glömmer ofta olika ord. Fifi är alltså en väldigt glömsk förgätmigej.

- Humla (Bumble/Fuzzbuzz) är Fifis bästa vän. Han hjälper Fifi när hon glömmer ord. Humla gillar att göra god honung och han tycker också om att sova. Han gillar även ståndarmjöl men det får honom att nysa. Humla är en humla.

- Viola och Gullan (Violet och Primrose) bor i Blomsterfröstugan och de gillar alltid att vara prydliga och snygga. De är allra bästa vänner. De är en viol och en jordviva. Viola gillar att måla och Gullan är ett beskäftigt blomsterfrö. Hon gillar när allt är rent och snyggt och gör allting väldigt ordentligt. Svenska röster spelas av Mi Ridell och Babben Larsson.

- Pip är den yngsta karaktären som bor i trädgården. Pip är ett krusbär och är ständigt på gång.

- Vallmo (Poppy/Poppady) är en vallmo och hon har en handelsbod i trädgården. Hon säljer smaskig frukt åt alla i trädgården.

- Tant Tulipan och Lorten (Aunt Tulip och Grubby). Tant Tulipan är en tulpan och Lorten är hennes husdjur (en larv). Tulipan är mycket fäst vid Lorten och blir alltid mycket orolig när han kommer bort.

- Stingo är en av skojarna i grannskapet. Han bor i Äppelträdhuset så att han ska kunna ha uppsikt över alla blomsterfröna. Stingo är en geting och han försöker ständigt stjäla från de andra i blomsterfrögården.

- Krälis (Slugsy) är Stingos bästa vän, men Krälis kallar honom Chefen. Krälis är väldigt klumpig och klantar då och då till saker, och då blir Chefen väldigt arg. Krälis är en snigel. Han är kär i Gullan.

- Nettan (Webby) är en spindel och alla blomsterfröna kommer till henne för råd. Hon gillar att lösa problem och att hjälpa sina vänner.

- Fi (Mog) är en kompostdriven gräsklippare. Fifi är den enda som förstår vad han säger, så hon översätter för resten av byn. Pi samlar alla frukter och grönsaker åt Fifi. För att kunna hålla sig igång måste Pi ha en massa ekologisk kompost.